# Würtzburg

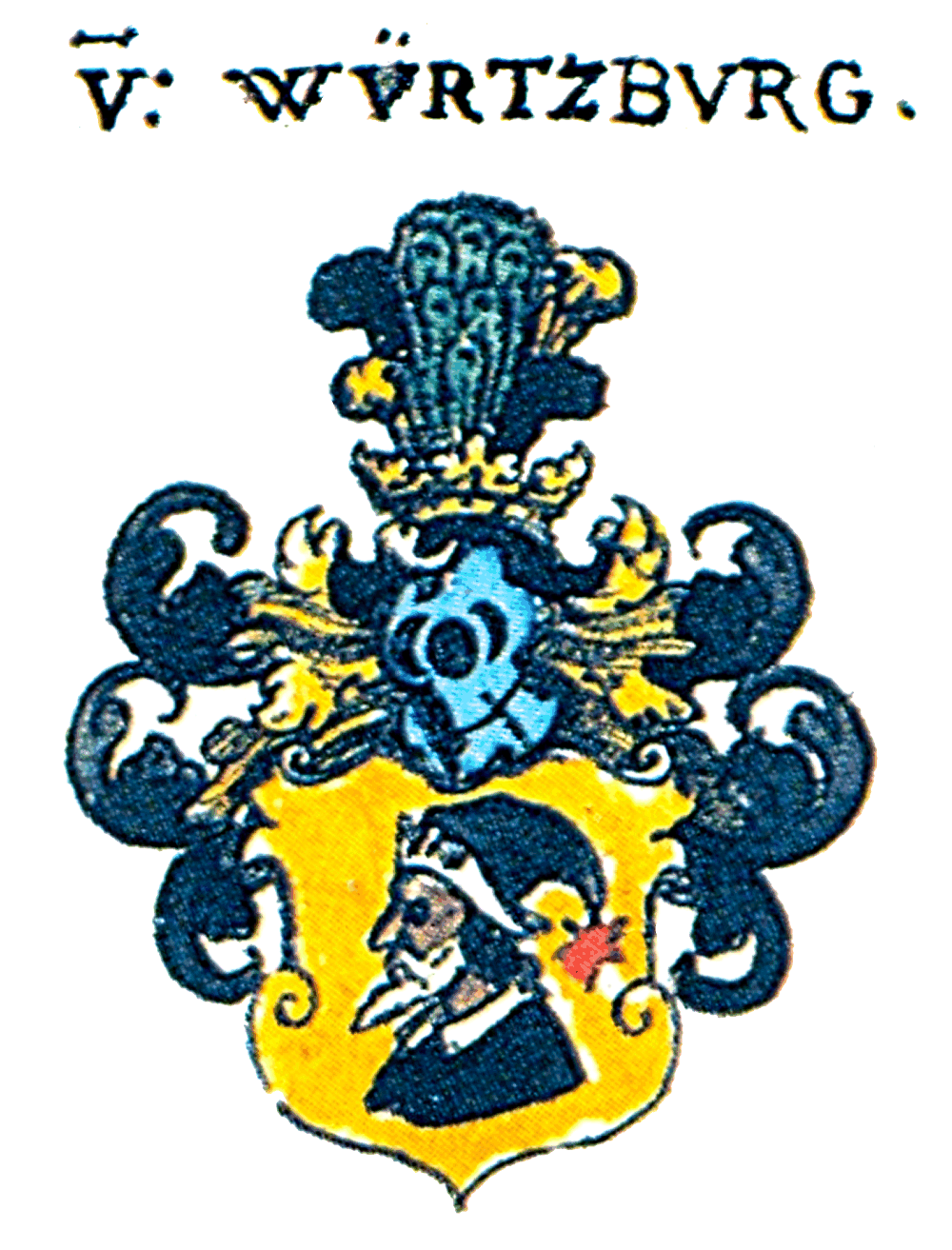
Wappen derer von Würtzburg nach Siebmachers Wappenbuch von 1605 (korrekt gespiegelt)

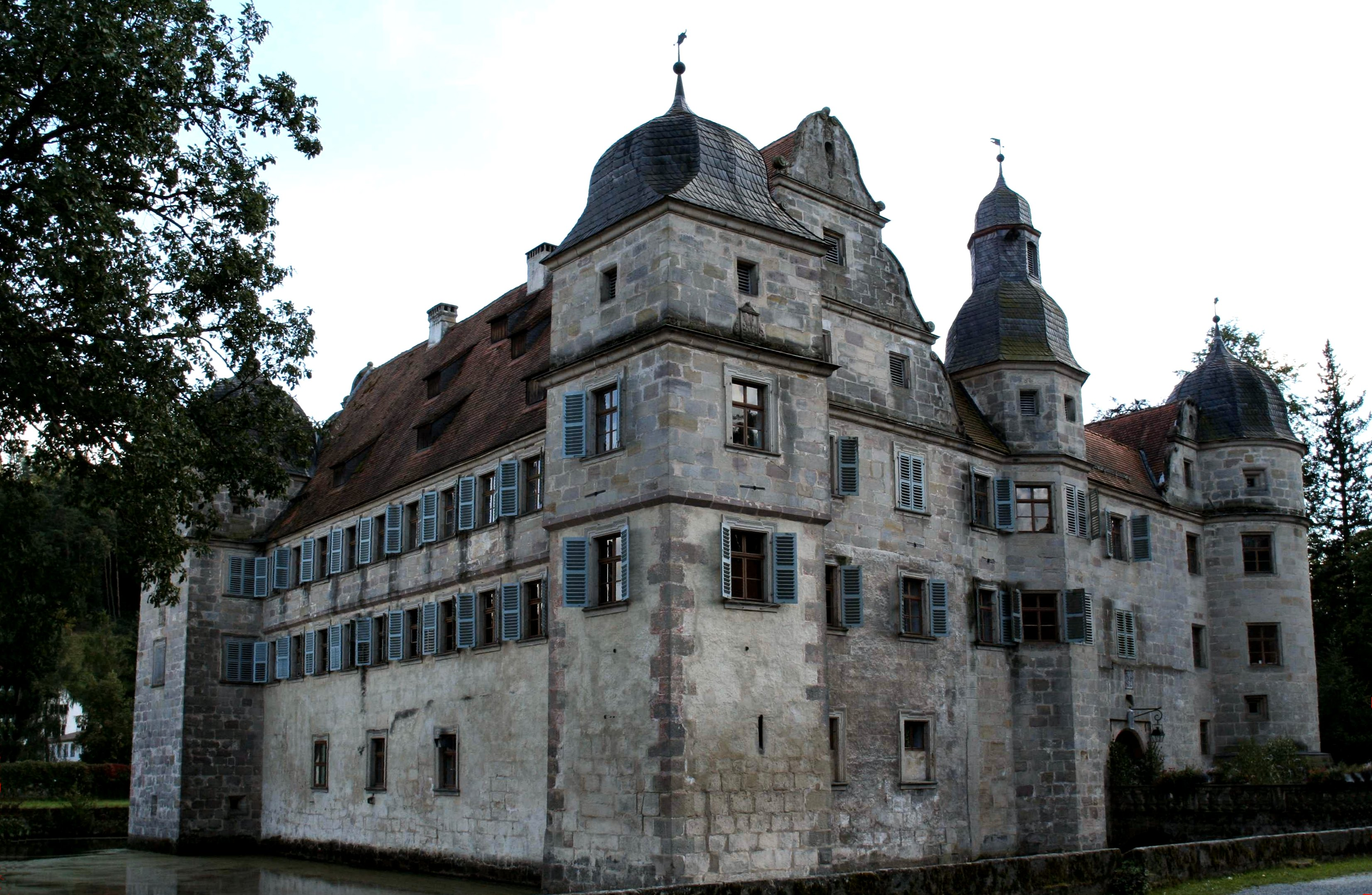
Wasserschloss Mitwitz, erbaut Ende des 16. Jahrhunderts unter Hans Veit I. von Würtzburg

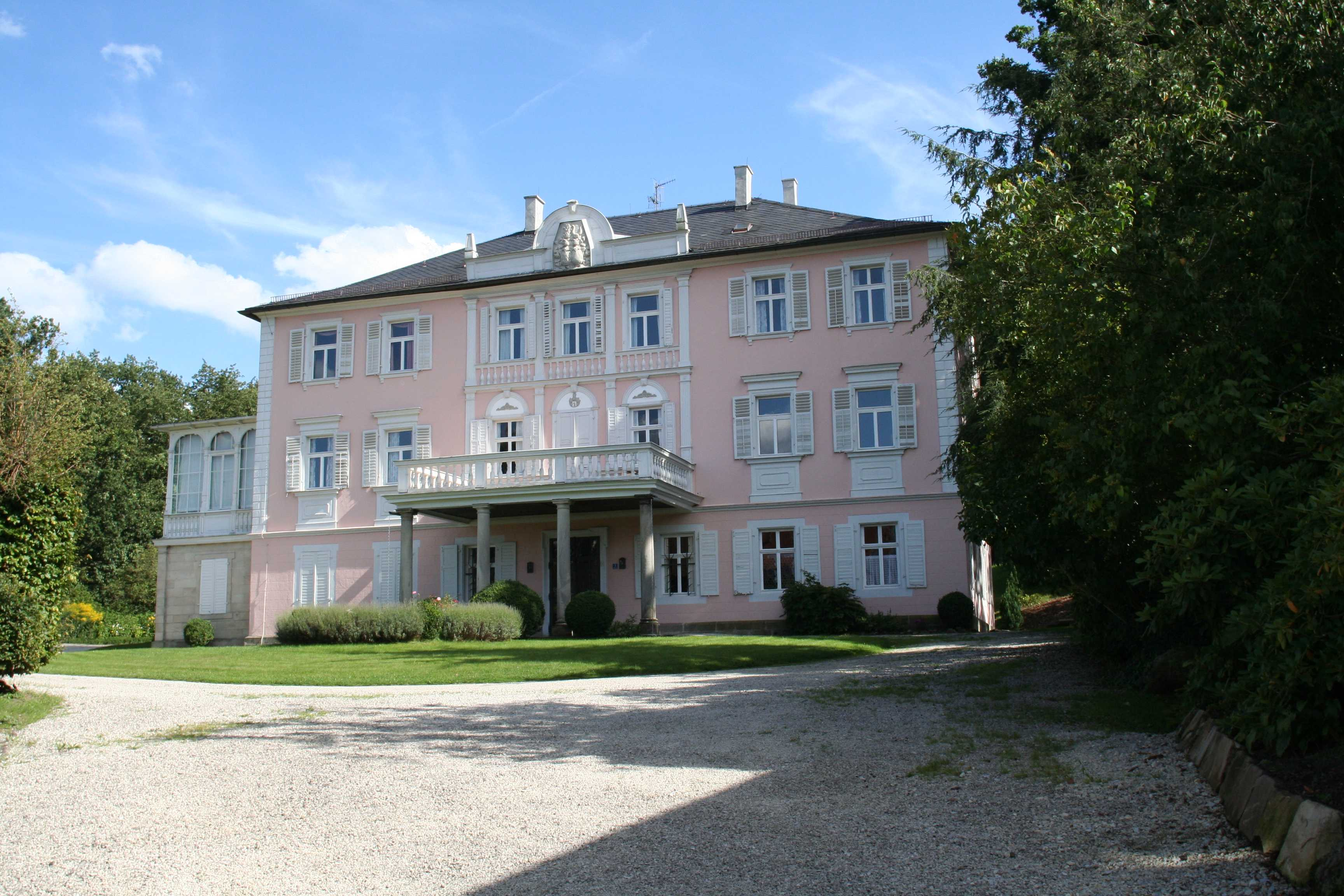
Oberes Schloss Mitwitz, erbaut 1713 unter Johann Ludwig von Würtzburg

Würtzburg ist der Name eines 1922 ausgestorbenen fränkischen Adelsgeschlechts.

## Geschichte

### Ursprung und Besitztümer
Die Familie hatte schon seit dem 12. Jahrhundert eine urkundlich gesicherte Stammreihe. Als erster Vertreter erschien im Jahre 1140 Herold, der 1153 zum Vitzdom im Bistum Würzburg ernannt wurde. Sein Sohn Boto heiratete 1156 eine Tochter derer von Pappenheim. Ihr Vater war Marschall Heinrichs von Pappenheim. Das Paar zeugte zwei Söhne, Herold und Boto [den Jüngeren], wobei Letzterer noch 1220 urkundlich genannt wurde.
Konrad von Würtzburg erwarb 1359 das Dorf Rothenkirchen (heute ein Gemeindeteil des Marktes Pressig) im Bistum Bamberg, für das ihm Kaiser Karl IV. im Jahre 1377 Stock und Galgen (die hohe Gerichtsbarkeit) und das Marktrecht verlieh.
1575 erwarb Hieronymus von Würtzburg das seit einem Brand 1525 nur notdürftig instand gesetzte Wasserschloss Mitwitz. Unter Hans Veit I. von Würtzburg erhielt das Schloss Ende des 16. Jahrhunderts seine heutige Gestalt. 1594 gelangte auch das Obere Schloss Mitwitz in den Familienbesitz. Beide Schlösser blieben bis 1922 im Besitz der Familie von Würtzburg.
Vom 16. bis zum Anfang des 19. Jahrhunderts gehörten die Herren von Würtzburg wegen des Besitzes bzw. Teilbesitzes von Röttingen und Tauberrettersheim zur Reichsritterschaft im Ritterkanton Gebürg des Fränkischen Ritterkreises und Ende des 18. Jahrhunderts auch zum Ritterkanton Rhön-Werra.
Die Familie hat bedeutende Angehörige hervorgebracht. Zahlreiche Mitglieder waren Domherren zu Würzburg und Bamberg. Veit II. von Würtzburg (* 1536; † 1577) war von 1562 bis 1577 Fürstbischof von Bamberg und Erbauer des Renaissancetrakts der Alten Hofhaltung. Johann Karl von Würtzburg, kaiserlicher geheimer Rat, erhielt von Kaiser Leopold I. 1672 den erbländisch-österreichischen Freiherrenstand. Das Geschlecht erlosch im Jahre 1922 mit dem Tod von Ludwig Freiherr von Würtzburg.

### Besitztümer
- Burggrub (Stockheim)
- Wasserschloss Mitwitz
- Schloss Walkershofen

### Namensträger der Stammlinie
- Herold [I.] von Würtzburg (lebte um 1140 bis 1153): ab 1153 Vicedominus im Bistum Würzburg; zeugte Sohn Boto
  - Boto [I.] von Würtzburg (* vor 1156): ⚭ 1156 NN von Pappenheim (Adelsgeschlecht), Tochter des Marschalls Heinrich von Pappenheim; zeugte zwei Söhne, Herold  [der Jüngere] und Boto [der Jüngere]
    - Herold [der Jüngere] von Würtzburg, (* um 1156): noch 1220 urkundlich genannt
    - Boto [der Jüngere] von Würtzburg (* um 1156)
- Heinrich von Würtzburg (Domherr in Würzburg um 1521)[1]
- Konrad von Würtzburg (lebte um 1359)
- Hieronymus von Würtzburg (lebte um 1575)
- Hans [Johann] Veit I. von Würtzburg (lebte Ende des 16. Jahrhunderts): Bamberger Domherr
- Veit II. von Würtzburg († 1577): Fürstbischof von Bamberg (1561–1577)
- Johann Veit Freiherr von Würtzburg: Würzburger Domherr
- Joseph Franz von Würtzburg (1784–1865), deutscher Gutsbesitzer und Landtagsabgeordneter
- Ludwig Freiherr von Würtzburg († 1922): Ehrenbürger der Stadt Bad Kissingen, Verleihung 1881

## Wappen
Blasonierung: Das Wappen zeigt „in Gold den Rumpf eines grau-bärtigen Mannes in schwarzem Kleid mit silbernem Kragen und silbergestülptem, schwarzen Spitzhut, dessen herabhängende Spitze mit einem roten Stern besteckt ist. Auf dem Helm ist ein Pfauenfedernbusch zwischen zwei je gold-schwarzen und schwarz-goldenen Pfauenfedern; die Helmdecken sind schwarz-golden.“
Der bärtige Mann ist ein Heidenkopf und erscheint noch heute unter anderem in einigen oberfränkischen Ortswappen.

Wappen der Gemeinde Stockheim
Wappen des Marktes Mitwitz
Wappen des Marktes Nordhalben